# Patrick Durkin
Patrick Durkin (* 9. Juni 1936 in Middlesbrough; † 2009 in London) war ein britischer Schauspieler und Rezitator.
Durkin fiel in der Schule durch sein schauspielerisches Talent auf – er konnte bereits mit 14 Jahren Julius Cäsar-Reden rezitieren – und wurde von seinem Vater gefördert, der ihn zur London Academy of Music and Dramatic Art schickte. In seiner Klasse befanden sich auch Peter O’Toole und Richard Harris. Sein besonderes Talent blieb die Rezitation klassischer Autoren, insbesondere Horaz. In Film und Fernsehen spielte er zahlreiche kleinere Rollen seit 1958, darunter etliche Filme der Carry-On-Filmreihe, viele Fernsehserien und der Erfolgsfilm Jäger des verlorenen Schatzes. Auf der Bühne war er seit den 1990er Jahren mit Unterhaltungsprogrammen zu sehen, zuletzt in Benidorm. Auf Grund einer Krankheit kehrte er kurz vor seinem Tod in seinen langjährigen Wohnort London zurück.

## Filmografie (Auswahl)
- 1958: Kopf hoch – Brust raus! (Carry On Sergeant)
- 1959: 41 Grad Liebe (Carry On Nurse)
- 1963: Ist ja irre – diese müden Taxifahrer (Carry On Cabby)
- 1964: Ist ja irre – Agenten auf dem Pulverfaß (Carry On Spying)
- 1965: Ist ja irre – Der dreiste Cowboy (Carry On Cowboy)
- 1966: Der Baron (The Baron, Fernsehserie, 1 Folge)
- 1967: Simon Templar (Fernsehserie, 1 Folge)
- 1968: The Champions (Fernsehserie, 1 Folge)
- 1969: Department S (Fernsehserie, 1 Folge)
- 1971: Paul Temple (Fernsehserie, 1 Folge)
- 1974: Mach’ weiter, Dick! (Carry On Dick)
- 1974: Task Force Police (Softly Softly Task Force, Fernsehserie, 2 Folgen)
- 1975: Die Füchse (The Sweeney) (Fernsehserie, 1 Folge)
- 1977: Die Onedin-Linie (The Onedin Line) (Fernsehserie, 1 Folge)
- 1977: Warship (Fernsehserie, 1 Folge)
- 1978: Coronation Street (Fernsehserie, 2 Folgen)
- 1978–1980: Die Profis (The Professionals, Fernsehserie, 2 Folgen)
- 1979: Yanks – Gestern waren wir noch Fremde (Yanks)
- 1981: Jäger des verlorenen Schatzes (Raiders of the Lost Ark)
- 1985: The Bill (Fernsehserie, 1 Folge)
- 1986: Dempsey & Makepeace (Fernsehserie, 1 Folge)